# Uroš Kabić
Uroš Kabić (in serbo Урош Кабић?; Novi Sad, 1º gennaio 2004) è un calciatore serbo, attaccante del Čukarički in prestito dalla Stella Rossa.

## Caratteristiche tecniche
Paragonato a Dejan Savićević per prestanza fisica e doti tecniche, è un mancino che trova la sua collocazione ideale nel ruolo di ala destra.

## Carriera
Muove i suoi primi passi nelle giovanili del Vojvodina. Il 22 luglio 2021 esordisce nelle competizioni europee in Panevėžys-Vojvodina (0-1), incontro preliminare valido per l'accesso alla fase a gironi di UEFA Europa Conference League, subentrando all'82' al posto di Veljko Simić.

## Statistiche

### Presenze e reti nei club
Statistiche aggiornate al 2 marzo 2024.
| Stagione         | Squadra          | Campionato       | Campionato | Campionato | Coppe nazionali | Coppe nazionali | Coppe nazionali | Coppe continentali | Coppe continentali | Coppe continentali | Altre coppe | Altre coppe | Altre coppe | Totale | Totale | Totale |
| Stagione         | Squadra          | Comp             | Pres       | Reti       | Comp            | Pres            | Reti            | Comp               | Pres               | Reti               | Comp        | Pres        | Reti        | Pres   | Reti   |        |
| ---------------- | ---------------- | ---------------- | ---------- | ---------- | --------------- | --------------- | --------------- | ------------------ | ------------------ | ------------------ | ----------- | ----------- | ----------- | ------ | ------ | ------ |
| 2020-2021        | Vojvodina        | SL               | 6          | 0          | CS              | 0               | 0               | -                  | -                  | -                  | -           | -           | -           | 6      | 0      |        |
| 2021-2022        | Vojvodina        | SL               | 19         | 0          | CS              | 3               | 0               | UECL               | 4                  | 2                  | -           | -           | -           | 26     | 2      |        |
| 2022-2023        | Vojvodina        | SL               | 19         | 2          | CS              | 1               | 0               | -                  | -                  | -                  | -           | -           | -           | 20     | 2      |        |
| Totale Vojvodina | Totale Vojvodina | Totale Vojvodina | 44         | 2          |                 | 4               | 0               |                    | 4                  | 2                  |             | -           | -           | 52     | 4      |        |
| 2023-gen. 2024   | Stella Rossa     | SL               | 3          | 0          | CS              | 2               | 0               | UCL                | 1                  | 0                  | -           | -           | -           | 6      | 0      |        |
| gen.-giu. 2024   | Torino           | A                | 0          | 0          | CI              | -               | -               | -                  | -                  | -                  | -           | -           | -           | 0      | 0      |        |
| Totale carriera  | Totale carriera  | Totale carriera  | 47         | 2          |                 | 6               | 0               |                    | 5                  | 2                  |             | -           | -           | 58     | 4      |        |